# Alf Gjøsund
Alf Gjøsund, född 29 augusti 1970 i Bergen, Norge, är en norsk journalist. Han är den mest kända av utbrytarna ur församlingen Smiths Vänner, och har skrivit en uppmärksammad bok om sitt brott med rörelsen.
Han orsakade missnöje i den antiakademiska miljön i "Smith Light" då han trots alla råd om motsatsen började studera teologi vid Menighetsfakultetet i Oslo. Det gav honom möjlighet att bearbeta sina trauman från Smiths Vänner.
Gjøsund bor i Mjöndalen, och är numera medlem i Den norske kirke. Han har varit redaktör för tre tidskrifter inom misjonsorganisasjonen Norsk Luthersk Misjonssamband, inklusive Ungdom og Tiden och Utsyn. Han arbetar sedan 2010 vid den nationella tidningen Vårt Land där han sedan 2017 är religions- och debattredaktör.
Han har också varit redaktör för nättidskriften Vestibylen, som blev den viktigaste samlingspunkten på nätet för utbrytarmiljön kring Smiths Vänner, men som senare lades ner.
Carl Olof Rosenius har varit en viktig författare för honom.